# 官元镇
官元镇，是中华人民共和国陕西省安康市岚皋县下辖的一个乡镇级行政单位。

## 行政区划
官元镇下辖以下地区：
吉安村、团兴村、龙板营村、古家村、陈尔村、龙洞村、北坪村、山河村、二郎坪村和黄金村。